# Pokolj u Kiseljaku 16. kolovoza 1993.
Pokolj u Kiseljaku  bio je ratni zločin koji su počinile bošnjačko-muslimanske snage nad Hrvatima tijekom agresije na prostore Hrvata Srednje Bosne. Počinile su ga 16. kolovoza 1993. u hrvatskom mjestu Kiseljaku kod Žepča. 
Muslimanske snage upale su u Kiseljak i tad pobile 15 civila, među kojima i djecu. Malo zatim HVO je intervenirao i opkolio bošnjačke vojnike. Pripadnici ABiH tad su zarobili 23 civila Hrvata, gdje je najviše bilo žena i djece. Poslužili se njima kao živim štitom i tako izašli iz obruča. Zarobljeni civli poslije su bili predmetom razmjene zarobljenika između 303. brdske brigade ABiH tzv. "slavne" i lokalnog HVO.
Preobučeni u uniforme vojnika HVO-a, diverzanti 303. i 314. brigade III. korpusa Armije BiH neometano su, predvečer upali u to hrvatsko selo. Vojnici HVO-a bili su iznenađeni i dok su se konsolidirali i stali odupirati, vojnici Armije BiH počinili su zločine nad starcima, ženama i djecom. Vatrenim i hladnim oružjem život su izgubile 43 osobe. Kada su upali u selo, vojnici Armije BiH iz kuća su istjerali civile i postavili ih kao živi zid prema lokalnoj postrojbi HVO-a.
Zaprepašteni zločinom u selu Kiseljak nad običnim ljudima, čak invalidima i djecom, Hrvati žepačkog kraja vapili su za pomoć i zaštitu. Predsjednik HVO-a Žepča i dopredsjednik HDZ-a Bosne i Hercegovine Perica Jukić, u svom otvorenom pismu upućenom između ostalih i kardinalu Franji Kuhariću kao i cjelokupnoj međunarodnoj javnosti za taj ratni zločin optužio je izravno Aliju Izetbegovića. Bošnjačke civilne i vojne vlasti nisu dopuštale inozemnim novinarima pristup Žepču, kao ni humanitarnim organizacijama i europskim promatračima, blokiranjem putova i polaganjem mina.